# Єран Кропп
Ларс Улоф Єран Кропп (швед. Lars Olof Göran Kropp; 12 листопада 1966, Єнчепінг, Швеція — 30 вересня 2002, штат Вашингтон, США) — шведський мандрівник й альпініст («Скажений швед»), що став всесвітньо відомим після своєї подорожі в 1996 році на велосипеді від Стокгольма до підніжжя Евересту довжиною понад 11 000 кілометрів без використання додаткового кисню та допомоги висотних носіїв. Ця подорож тривала рік і висвітлювалася пресою. Журнал National Geographic Adventure назвав Кроппа «найцікавішим мандрівником у світі» (англ. the most entertaining adventurer on Earth), а журнал Outside — «зразком для наслідування на майбутні 25 років». Сам Єран Кропп в інтерв'ю шведському радіо іронічно назвав себе «національним ідіотом» (англ. I'm considered the national idiot.). Трагічно загинув у 2002 році у віці 35 років під час тренувального сходження.

## Біографія
Народився 12 листопада 1966 року в Єнчепінгу, Швеція, в сім'ї юриста Герарда Кроппа (швед. Gerard Kropp) та медсестри Сігрун Гелльманссон (швед. Sigrun Hellmansson). Батько захоплювався альпінізмом, і в дитинстві Єран часто спостерігав у біноклі за його сходженнями в Доломітах. Коли Єрану було шість років, батько взяв його з собою на сходження на Галгепігген — найвищу точку Скандинавських гір. Пізніше батьки розлучилися, і до повноліття Єран жив разом з матір'ю, а батько працював на Близькому Сході. У підлітковому віці Єран захоплювався панком і регі, вів досить безтурботний спосіб життя.
Після закінчення школи Кропп обрав професію військовика, пішов до армії, під час служби в якій став знаним своїми незвичайними «подвигами»: він міг прокинутися о третій ранку і з повним спорядженням (вагою 60 кілограмів) пройти 60 кілометрів. В армії йому знову довелося лазити по горах, і альпінізм став його пристрастю. Заради економії своєї порівняно невеликої зарплати, яку намагався витратити на своє захоплення, він навіть здавав квартиру, а сам мешкав у лісі в наметі.
Свою альпіністську кар'єру Єран Кропп розпочав з низки сходжень у Європі. У 1988 році здійснив сходження на пік Абу Алі ібн Сіни (7134 м) на Памірі, в 1989 році ціла низка сходжень на шеститисячники в Андах, в 1990 році він і Рафаел Єнсен (швед. Rafael Jensen) здійснили четверте сходження на Музтаг-Тауер (7273 м) у Каракорумі. У 1991 році Єран здійснив сходження на Пік Перемоги (7439 м) (Тянь-Шань, Киргизія), в 1992 році піднявся на свій перший восьмитисячник — Чо-Ойю (8201 м). 1993 року став першим шведом, що зійшов на вершину К2 (8611 м). Після цього сходження Кропп став широко знаним на батьківщині, він вирішив закінчити свою військову кар'єру та заснував компанію Kropp & Adventure (швед. Kropp & Äventyr), одним із напрямів діяльності якої була організація альпіністських сходжень (зокрема на Кіліманджаро), але основним джерелом доходу фірми були лекції та слайд-шоу.

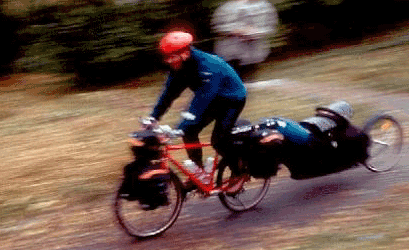
Кропп залишає Стокгольм на своєму велосипеді, щоб підкорити Еверест

У 1994 році Кропп здійснив швидкісне 18-годинне сходження соло на Броуд-пік (8034 м), після якого почав підготовку до своєї подорожі від Швеції до Непалу з подальшим сходженням на Еверест.
У жовтні 1995 року він на велосипеді залишив Стокгольм. Подорож тривалістю понад 11 000 кілометрів тривала чотири місяці та проходила через Румунію, Туреччину, Пакистан й Іран. Дорогою йому довелося поставити на шини 132 латки, а в причепі велосипеда постійно знаходилося понад 100 кілограмів їжі та спорядження (загальна тривалість подорожі склала рік). Навесні 1996 року він дістався базового табору Евересту та зробив три спроби сходження на вершину світу (під час однієї з них, 3 травня, він не дійшов до вершини лічені метри). Тільки 23 травня 1996 року він зміг ступити на «третій полюс Землі», і зробити це без допомоги висотних носіїв і використання додаткового кисню. Зворотний шлях на батьківщину він також подолав на велосипеді.
Ця подорож принесла йому світову популярність, а також значну фінансову вигоду. Після неї він прочитав тисячі лекцій, кожна з яких принесла кілька тисяч доларів. Єран Кропп став мільйонером. Він також написав книгу «Гранична висота: моя одіссея на Еверест» (англ. Ultimate High: My Everest Odyssey) і видав документальний фільм «Я зробив це: Неймовірна подорож Єрана Кроппа на вершину світу» (англ. I Made It: Goran Kropp’s Incredible Journey to the Top of the World), який в 1998 році здобув вищу нагороду на Бафнському фестивалі гірських фільмів.
У 1998 році здійснив сходження на Шишабангму (8013 м), в 1999 році вдруге піднявся на Еверест, цього разу у зв'язці зі своєю подругою Ренатою Хлумська (швед. Renata Chlumska). Таким чином, до кінця 1990 років Кропп став єдиним шведом, який підкорив п'ять восьмитисячників планети та двічі ступав на вершину Евересту.
До того як «піти у відставку», Кропп мав намір завоювати те, що він називав «Потрійною короною у царині подорожей» (англ. Triple Crown of Adventure): «Вже маючи у своєму багажі Еверест, підкорити Північний і Південний полюси …». Крім цього він і Рената планували пішу та водну подорож довжиною 10 000 миль Сполученими Штатами Америки.
У 2000 році він разом з ще одним шукачем пригод Оле Скіннармо зробив свою першу (й останню) спробу здійснити 2000 кілометрову подорож на лижах до Північного полюса з мису Арктичний (Росія), проте через обмороження був змушений через 30 днів подорожей викликати допомогу.
На початку 2002 року Єран Кропп разом із Ренатою перебрався на постійне місце проживання у США, де, на його думку, було більше можливостей заробляти на життя подорожами, ніж у Швеції. 30 вересня 2002 року під час тренувального сходження за популярним маршрутом «Air Guitar» стіною Sunshine Wall (Вантадж, штат Вашингтон) Єран Кропп зірвався з висоти близько 75 футів (18 метрів) і помер через отриману важку черепно-мозкову травму.

## Пам'ять
У 1997 році опису життя Єрана Кроппа присвятив свою дебютну біографічну роботу шведський журналіст Давід Лаґеркранц.
Журнал National Geographic Adventure назвав Кроппа «найнезвичайнішим мандрівником на Землі», а журнал Outside «зразком для наслідування на майбутні 25 років». Також журнал включив «Божевільного шведа» до топ-50 видатних мандрівників світу на знак визнання його унікальної подорожі на Еверест і «чистоту стилю», за гармонію з природою, якою супроводжувалися всі його подорожі (під час другої експедиції на Еверест Кропп з Ренатою спустили з Південного сідла 25 старих витрачених кисневих балонів).

Своїм коштом Кропп побудував школу, лікарню й електростанцію для маленького непальського села у Гімалаях, а також заснував благодійну організацію у Швеції з метою збору коштів і витратних матеріалів для подібних проєктів.
Люди запитують мене, чому хтось охоче ризикує своїм життям заради чогось такого безглуздого, як сходження на гору. Я вважаю, що неможливо дати відповідь. Люди ризикують, це частина людської природи. Хтось їздить надто швидко, хтось іде проти правил, хтось одружується не з тими, кого любить. Деякі з нас визнають, наскільки тендітний цей світ, але більшість женуть цю думку геть. Все, що я можу сказати з приводу смерті Єрана, так це те, що він жив як людина, яка не була розчарована в цьому світі.
Оригінальний текст (англ.)
People ask me why anyone would willingly risk their lives for something as trivial as climbing a mountain. I find it almost impossible to articulate an answer. People take risks, it’s part of being human. We drive too fast, cut corners, marry the wrong people. Some of us acknowledge how fragile it all is — most of us leave that thought in the shadows. All I can say of Göran’s death is that he lived how he was and did not have the air of a man who had found the world a disappointing place.— Ед Дуглас